# Pilia
Genre
Pilia est un genre d'araignées aranéomorphes de la famille des Salticidae.

## Distribution
Les espèces de ce genre se rencontrent en Inde et en Nouvelle-Guinée.

## Liste des espèces
Selon World Spider Catalog (version 18.0, 05/05/2017) :
- Pilia albicoma Szombathy, 1915
- Pilia escheri Reimoser, 1934
- Pilia saltabunda Simon, 1902

## Publication originale
- Simon, 1902 : Description d'arachnides nouveaux de la famille des Salticidae (Attidae) (suite). Annales de la Société Entomologique de Belgique, vol. 46, p. 24-56 & 363-406 (texte intégral).